# Jonathan Pereira
Pour les articles homonymes, voir Pereira.
Jonathan Pereira est un pharmacologue britannique, né le 22 mai 1804 à Londres et mort le 20 janvier 1853.
Pereira est l’auteur d’un ouvrage de référence Elements of Materia Medica. Il est examinateur sur ce sujet à l’université de Londres. Il est membre de la Société linnéenne de Londres.

## Œuvres
- (de) Vorlesungen über Materia medica, oder über die Herkunft, die Qualität, die Zusammensetzung und die Wirksamkeit der Arzneistoffe, geh. 1835-1836 in der Aldergate's Schule zu London, vol. 2, Leipzig, Kollmenn, 1838 (lire en ligne).
- (en) The Elements of Materia Medica and Therapeutics, Philadelphie, Lea & Blanchard, 1843 (lire en ligne).
  - (en) 4. ed., enl. and impr. including notices of most of the medicinal substances in use in the civilised world and forming an encyclopaedia of Materia Medica, vol. 1-2.2, Londres, Longman [u.a.], 1854-1857 (lire en ligne).
- (en) Lectures on Polarized Light, Londres, Baden Powell, 1854, 2e éd. (lire en ligne).